# Templo de Santo Tomás la Palma
El templo de Santo Tomás la Palma es es un edificio religioso de la Ciudad de México, ubicado en la zona centro de la misma.

## Ubicación
Se encuentra entre el Eje 1 Oriente Circunvalación y el Mercado de la Merced, al final de la calle de los Misioneros (antes de Santo Tomás). El rumbo por mucho tiempo se conoció como "Barrio de la Palma" pero ha pasado a formar parte del difuminado barrio de la Merced desde que se construyó el mercado homónimo, a pesar de que el convento que dio nombre al barrio se encuentra relativamente lejos.

## Historia
Es poco lo que se sabe de la historia de esta iglesia. Según consta en el mapa de Carrara Stampa, el barrio en que se asienta hoy fue ya sea el de Temaxcaltitlán o el de Tzapotla, entre las acequias después llamadas de la Viga, de Santa Cruz Coltzinco y otra que corría detrás del actual templo.
Con la conquista el barrio siguió estando conurbado a la ciudad refundada por los españoles bajo la denominación de barrio de indios, dependiente del Ayuntamiento de San Juan Tenochtitlan. No hay registros de cuándo y cómo se fundó el templo, ni de por qué el barrio olvidó el nombre náhuatl y se pasó a llamar La Palma, pero se puede inferir por la cercanía del convento agustino de Santa Cruz Coltzinco que debió haber sido una visita de esta doctrina, y por tanto hubo de haber sido fundada por estos frailes en el siglo XVI.
Con el crecimiento de la ciudad, esta área se volvió una de las más populosas de la ciudad. Fue organizada con otros barrios como el de la Merced, Manzanares, San Pablo y la Candelaria de los Patos en el Cuartel V de la ciudad. Tenía fama de vivir en él los léperos, término con que en general se le llamaba a los artesanos y trabajadores de las clases bajas con un lenguaje florido y vida bohemia.

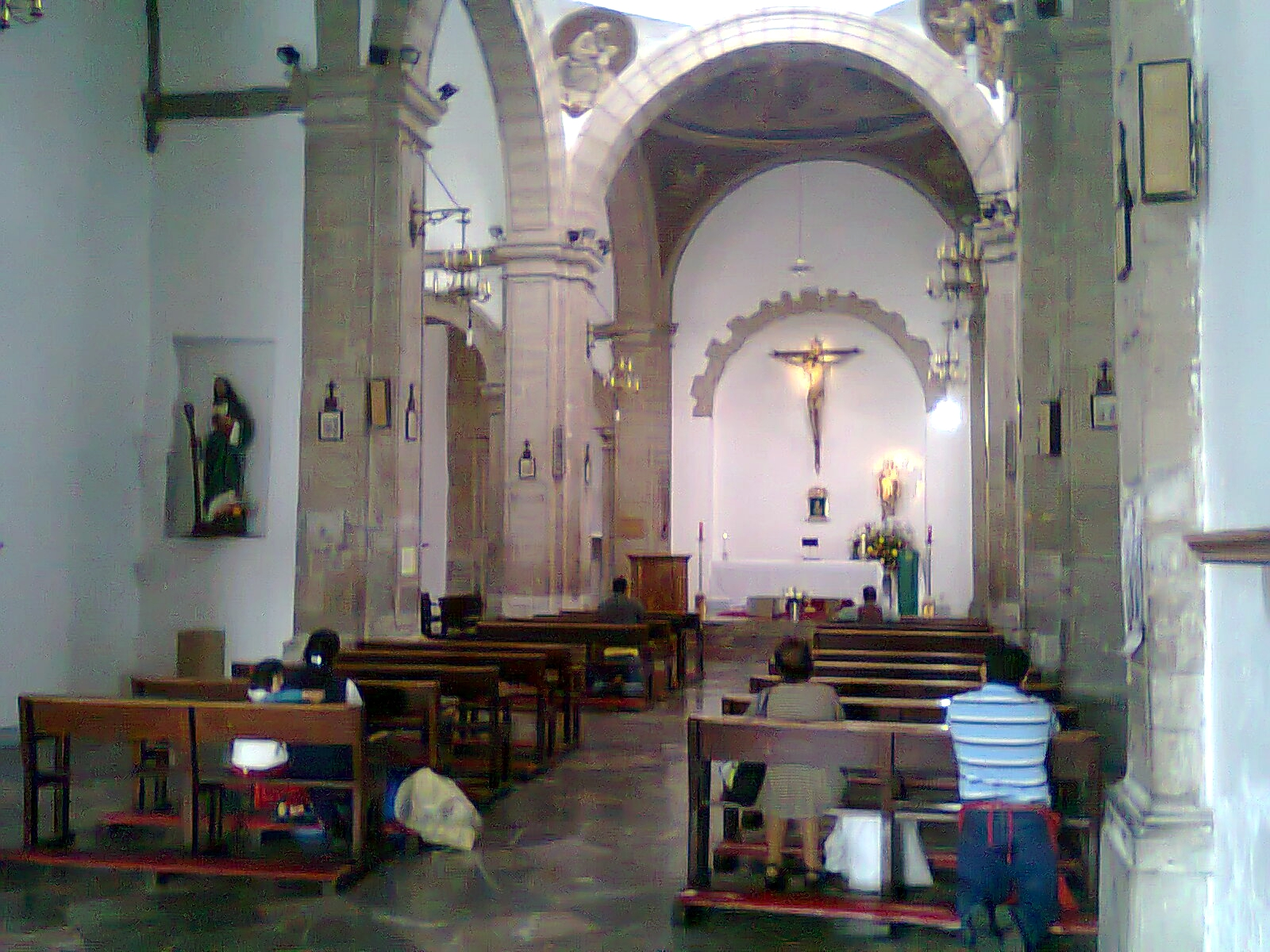
Interior

En el siglo XVIII, posiblemente a finales del mismo, fue erigida en 1772 por el arzobispo Francisco de Lorenzana primero en ayuda de la parroquia secularizada de Santa Cruz y Soledad, luego en parroquia por derecho propio, cubriendo su jurisdicción toda la esquina suroriental de la ciudad, teniendo por vértices la acequia de la Viga (calle de Roldán) y la actual calle de Misioneros. Así mismo, fue remodelada en su totalidad, adquiriendo un aspecto barroco.
Con el crecimiento de la ciudad esta cambió, abriéndose la Avenida Circunvalación usando el límite occidental del atrio del templo como medida de dónde exactamente trazar la línea recta de la avenida que arrasó callejuelas y plazuelas. Después se abrió el Mercado de la Merced a sus espaldas. 